# Jovana Joksimović
Jovana Joksimović (prej Janković; srbsko cirilsko Јована Јоксимовић), srbska televizijska voditeljica, * 25. april 1981. 
Najbolj znana je po vodenju jutranje oddaje Jutarnji program. Maja 2008 je skupaj s takrat bodočim možem Željkom Joksimovićem vodila 53. Pesem Evrovizije v Beogradu.

## Kariera
Svojo televizijsko kariero je začela pri 19 letih med študijem na univerzi. Leta 2001 je prejela ponudbo za delo na BKTV. Začela je kot poročevalka v razvedrilnem programu. Njen talent je kasneje opazil generalni direktor srbske državne televizije Aleksandar Tijanić in ji leta 2005 ponudil dela na nacionalni televiziji.
Nato je na RTS je postala sovoditeljica Jutarnjega programa, ki je na sporedu med delovniki med 6. in 9. uro zjutraj. Ob začetku dela je Jovana postala javnosti bolj poznana in se je začela pojavljati na naslovnicah srbskih tabloidov. 
V beograjski mestni hiši je vodila žreb s katerim so določili, v katerem večeru bo nastopila katera izmed sodelujočih držav. Dne 4. marca 2008 je bilo objavljeno, da bo skupaj s pevcem Željkom Joksimovićem vodila tekmovanje za pesem Evrovizije 2008, ki je potekalo od 20. do 24. maja 2008 v beograjski Areni.
Marca 2010 je bilo potrjeno, da Janković zapušča RTS. Postala je sovoditeljica jutranje oddaje na priljubljeni zasebni srbski televiziji RTV Pink. Leta 2018 je zapustila RTV Pink in začela jutranjo oddajo na PrviTv s Srđanom Predojevićem. Voditeljski dvojec je septembra 2020 zapustil Prvo Tv, ker se ni strinjal z več popravki, ki jih je predlagalo vodstvo televizije. Decembra 2020 je postala voditeljica jutranje oddaje UranaK1 na televiziji K1 TV, katere lastnika sta njen mož Željko Joksimović in Manja Grčić. Njen sovoditelj je Drago Jovanović.

## Zasebno življenje
Januarja 2012 sta se Željko Joksimović in Jovana poročila na Maldivih. Leta 2013 sta oznanila, da pričakujeta prvega otroka. 10. aprila 2014 se jima je rodil njun prvi sin Kosta. Dne 2. oktobra 2017 je rodila dvojčici Ano in Srno.